# Turritellopsis subvenustella
Turritellopsis subvenustella is een slakkensoort uit de familie van de Mathildidae. De wetenschappelijke naam van de soort is voor het eerst geldig gepubliceerd in 1964 door Takashi A. Okutani.